# Гросмеринг
Гросмеринг (њем. Großmehring) општина је у њемачкој савезној држави Баварска. Једно је од 30 општинских средишта округа Ајхштет. Према процјени из 2010. у општини је живјело 6.441 становника. Посједује регионалну шифру (AGS) 9176129.

## Географски и демографски подаци
Гросмеринг се налази у савезној држави Баварска у округу Ајхштет. Општина се налази на надморској висини од 375 метара. Површина општине износи 47,4 km². У самом мјесту је, према процјени из 2010. године, живјело 6.441 становника. Просјечна густина становништва износи 136 становника/km².

## Међународна сарадња
| Мјесто  | Држава   | Врста сарадње | Од    |
| ------- | -------- | ------------- | ----- |
| Пехларн | Аустрија | контакт       | 2000. |
| Извор   |          |               |       |